# Leach Highway
Der Leach Highway ist eine Hauptverkehrsstraße in Perth im Südosten des australischen Bundesstaates Western Australia. Er verbindet den Tonkin Highway in Kewdale am Flughafen von Perth mit der Carrington Street in Palmyra (Fremantle).
Die Straße ist auf ihrer gesamten Länge vier- bis sechsspurig ausgebaut und mit Geschwindigkeitsbeschränkungen auf 70, bzw. 80, km/h versehen.

## Geschichte
Der Leach Highway wurde nach J. D. “Digby” Leach, einem früheren Chef der Straßenverkehrsbehörde Main Roads Western Australia, benannt. 1972 wurde der erste Abschnitt zwischen der Carrington Street in Palmyra und der High Road in Shelley eröffnet.
Bald wurde sie bis zur Manning Road in Bentley verlängert, wobei der Canning River mit der alten Holzbrücke Riverton Bridge überspannt wurde. 1976 kam eine weitere Verlängerung bis zur Orrong Road in Welshpool, einschließlich zweier Brücken über Eisenbahnstrecke nach Armadale und den Albany Highway. 1978 wurde eine neue Betonbrücke, die Shelley Bridge, über den Canning River eingeweiht. Die Riverton Bridge wird seither nur noch für den örtlichen Verkehr genutzt.
Anfang der 1980er-Jahre wurde der Highway weiter nach Osten verlängert und reicht nun bis zum Tonkin Highway an der Südwestgrenze des Flughafens.
Etwa zur gleichen Zeit wurden einige Kreuzungen mit neuen Straßen rund um den Leach Highway gebaut. Der nach Süden verlängerte Kwinana Freeway wurde mit einem teilweisen Kleeblatt angeschlossen und auch die neue Centenary Avenue in Wilson erhielt einen Anschluss um das West Australian Institute of Technology besser erreichbar zu machen. Neue höhengleiche Kreuzungen entstanden am Murdoch Drive und am Winthrop Drive für die neuen Vororte Bateman und Winthrop.
In Fremantle wurde 1985 der Stirling Highway von seiner Kreuzung mit dem Canning Highway nach Süden zur South Road, einer Verlängerung des Leach Highway nach Westen, verlängert. Dies war der letzte Teil der besseren Schwerverkehrsverbindung zwischen dem Hafen von Fremantle und den großen Industriegebieten um Kewdale.
Von da ab blieb der Leach Highway größtenteils unverändert, bis 2005 / 2006 die Arbeiten für die Projekte am Kwinana Freeway und der Orrong Road begannen.

## High Street in Fremantle
Der Leach Highway endet als sechsspurige Straße mit getrennten Fahrtrichtungen an der Carrington Street in Palmyra. Aber von dort führt die High Street noch weitere 1,5 km nach Westen. Sie ist bis zur Kreuzung mit dem Stirling Highway als vierspurige Straße ohne Mittelstreifen (mit einer Geschwindigkeitsbeschränkung auf 60 km/h) ausgeführt, danach wird sie zur schmalen Ortsverbindungsstraße. Die Einmündung des Stirling Highway ist die Hauptzufahrt zum Hafen in Fremantle und wird von LKWs stark frequentiert.

## Schwerverkehr
Der Leach Highway ist eine der wichtigsten Schwerverkehrsrouten in Western Australia, da er die Industriegebiete um Kewdale und Welshpool mit Western Australias wichtigstem Containerhafen im Fremantle verbindet. Der Highway wurde in den 1970er-Jahren gebaut, um zusammen mit dem Roe Highway ausreichende Verbindungen für den Schwerverkehr auf dieser Route zu schaffen.
Wegen Einschränkungen durch die existierende Bebauung war es jedoch nicht möglich, die Straße als Schnellstraße auszubauen. Dies bedeutet, dass viele Nebenstraßen und Grundstücksausfahrten auf den Leach Highway führen. Es gibt auf der gesamten Länge 22 Ampelkreuzungen und einige Anwohner fordern noch mehr Ampeln. Solch ein Ausbauzustand ist für eine sechsspurige Straße mit Schwerverkehr eigentlich ungeeignet.
Mit der (vorläufigen?) Aufgabe der Ausbaustufe 8 des Roe Highway sieht es so aus, als sollte der Leach Highway auch für die weitere Zukunft in diesem Zustand verbleiben. Der 6-Punkte-Plan der Staatsregierung für die Verbesserung des Frachtverkehrs vom und zum Hafen von Fremantle nährt allerdings Hoffnungen auf Verbesserung der Situation.

## Kreuzung mit der Orrong Road in Welshpool
Im November 2005 kündigte die Staatsregierung Pläne für den Bau einer höhenfreien Kreuzung von Leach Highway und Orrong Road an. Auf der Orrong Road, einer Verlängerung des Graham Farmer Freeway, stieg seit Eröffnung des Freeways 2000 das Verkehrsvolumen um 40 % an. Auf einer neuen Brücke überspannt der Leach Highway die Orrong Road. Diese Kreuzung galt als die problematischste in ganz Western Australia. Etwa 70.000 Fahrzeuge – davon ein großer Anteil an LKWs – überqueren sie täglich. Die Finanzierung dieses Projektes wurde durch den Verkauf des ursprünglich für den nicht realisierten Fremantle Eastern Bypass reservierten Landstreifens gesichert. Das Projekt wurde zwischenzeitlich fertiggestellt und hat die Situation deutlich verbessert.

## Nummierung
Der Leach Highway übernimmt vom Kwinana Freeway die Nummerierung als Route 1 (R1) und gibt sie an die Stock Road weiter.
- auf der gesamten Länge
- von Bull Creek bis Palmyra

## Quelle
- Steve Parish: Australian Touring Atlas. Steve Parish Publishing, Archerfield QLD 2007, ISBN 978-1-74193-232-4, S. 77 (englisch).